# Wertheimer Adolf
Wertheimer Adolf (Nagyvárad, 1868. március 12. – Budapest, 1955. április 29.) bankigazgató, műgyűjtő, közgazdasági szakíró.

## Élete
Wertheimer Bernát (1837–1907) magánzó és Gross Terézia (1840–1921) fia. Középiskoláit és a Kereskedelmi Akadémiát Budapesten végezte és oklevelének elnyerése után, 1885-től a Pesti Magyar Kereskedelmi Bankban dolgozott, ahol 1895-től a tőzsdeosztály vezetője lett, majd 1929-ig a bank egyik ügyvezető igazgatója. 1932-ben vonult nyugalomba negyvennyolc évnyi szolgálat után. Tagja volt a Budapesti Áru- és Értéktőzsde tanácsának és több nagy iparvállalat igazgatóságának. Számos közgazdasági cikket írt fővárosi és külföldi lapokba. Több cikluson át tagja volt a Pesti Izraelita Hitközség előljáróságának, majd 1928-tól betöltötte az Izraelita Magyar Irodalmi Társulat elnöki tisztségét. 1931 és 1939 között a Magyar Zsidó Múzeum igazgatója volt. Birtokában volt Munkácsy Mihály Krisztus a Pilátus előtt címe festménye, amelyet 1939-ben felajánlott a fővárosnak megvásárlásra és végül 40 000 pengőt kapott érte. Ezen kívül gyűjteményének része volt több alkotás Szinyei-Merse Páltól, Paál Lászlótól, Székely Bertalantól és Benczúr Gyulától. 1925-től az Országos Magyar Képzőművészeti Társulat igazgatója volt. A belga-magyar művészi kapcsolatok kiépítése körül szerzett érdemeinek elismeréséül 1929-ben a belga II. Lipót-rend középkeresztjével tüntették ki. 1936-ban a Ferenc József Országos Rabbiképző Intézet vezérlőbizottságának elnökévé választották.
Felesége Winkler Sarolta (1875–1940) volt, Winkler Mór fakereskedő és Pulitzer Borbála lánya, akivel 1899. november 26-án Szegeden kötött házasságot.
Gyermeke
- Wertheimer Edit Erzsébet (1901–1940)